# Sovětskij (Leningradská oblast)
Sovětskij (do roku 1948: finsky Johannes nebo rusky Jochannes; cyrilicí: Советский) je sídlo městského typu na břehu Finského zálivu v Leningradské oblasti Ruské federace. V roce 2010 byl počet obyvatel 7 134.
Do roku 1940 byl součástí Finska, po zimní válce připojen k Sovětskému svazu. Roku 1948 bylo sídlo přejmenováno po hrdinovi Sovětského svazu, letci Michailu Alexandroviči Sovětském (příjmení získal jako nalezený sirotek v dětském domově). Od roku 1926 je v obci v provozu papírna a celulózka.